# 阿塞拜疆飲食

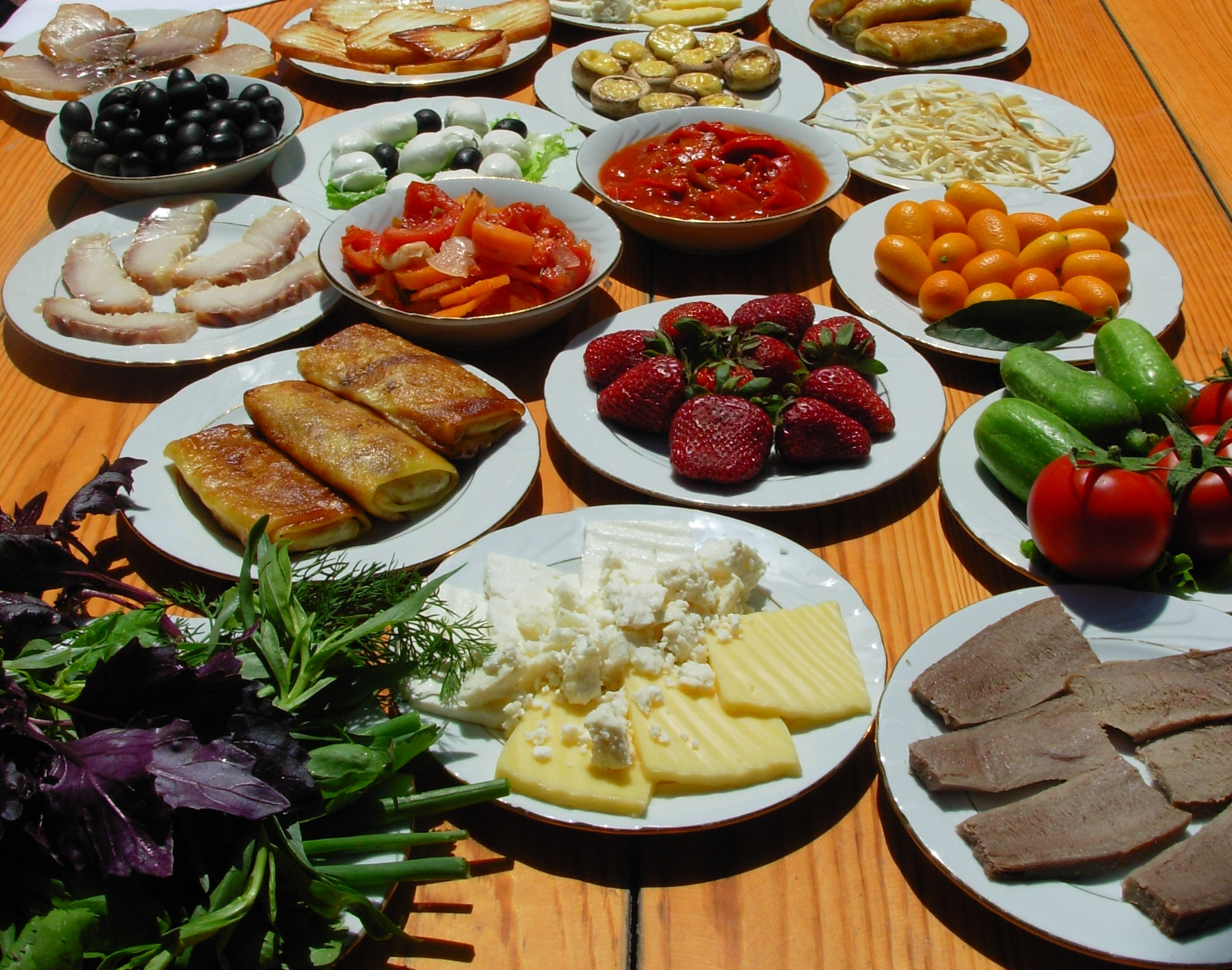
阿塞拜疆的美食

阿塞拜疆飲食是指阿塞拜疆國內及阿塞拜疆人的飲食文化。阿塞拜疆的飲食文化受到阿塞拜疆地理環境和鄰近諸國的影響。肉、魚和蔬菜是阿塞拜疆人廚房的必備食材。羊肉、茄子和麵包則是阿塞拜疆飲食常用的原料。阿塞拜疆的鄰國亞美尼亞和达吉斯坦共和国較多使用小麥，但阿塞拜疆飲食則較多使用玉米和水稻。阿塞拜疆飲食注重食材本身的味道和鮮度，較少使用香料。